# Мариямпольский район
Мариямпольский район (лит. Marijampolės rajonas) — административно-территориальная единица в составе Литовской ССР и Литвы, существовавшая в 1950—1999 годах. Центр — город Мариямполе.
Мариямпольский район был образован в составе Каунасской области Литовской ССР 20 июня 1950 года. В его состав вошли 41 сельсовет Мариямпольского уезда и 2 сельсовета Калварийского уезда.
28 мая 1953 года в связи с ликвидацией Каунасской области Мариямпольский район перешёл в прямое подчинение Литовской ССР.
9 апреля 1955 года Мариямпольский район был переименован в Капсукский район, а его центр — в Капсукас.
В 1959 году к Капсукскому району были присоединены 2 сельсовета упразднённого Симнасского района, а 1 сельсовет был передан из Капсукского района в Лаздийский район. В 1962 году к Капсукскому району были присоединены Калварийский район, 4 сельсовета и город Казлу-Руда упразднённого Казлу-Рудского района и 1 сельсовет Пренайского района. 6 сельсоветов были переданы в Вилкавишский район. 30 марта 1977 года Капсукас получил статус города республиканского подчинения и был выведен из состава района.
21 марта 1989 года Капсукский район был переименован в Мариямпольский район.
В 1995 году район вошёл в состав новообразованного Мариямпольского уезда.
21 декабря 1999 года Мариямпольский район был упразднён, а его территория разделена между Казлу-Рудским, Мариямпольским и Калварийским самоуправлениями.